# Zamarada cydippe
Zamarada cydippe là một loài bướm đêm trong họ Geometridae.